# Christiane Lecocq

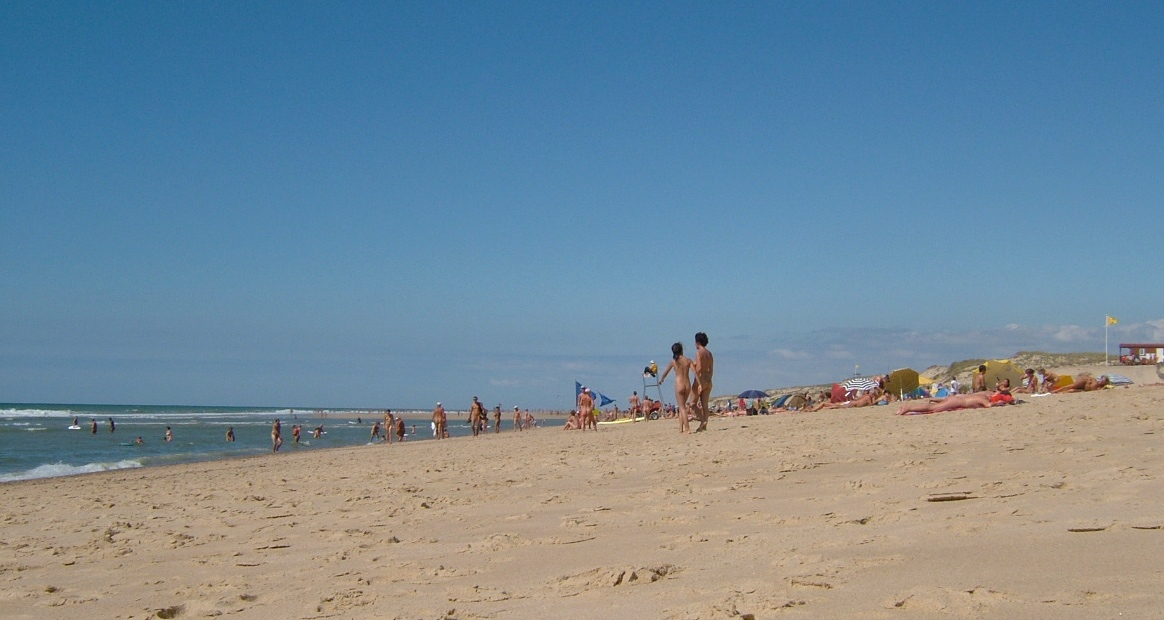
Stranden vid Centre Hélio-Marin Montalivet 2010.

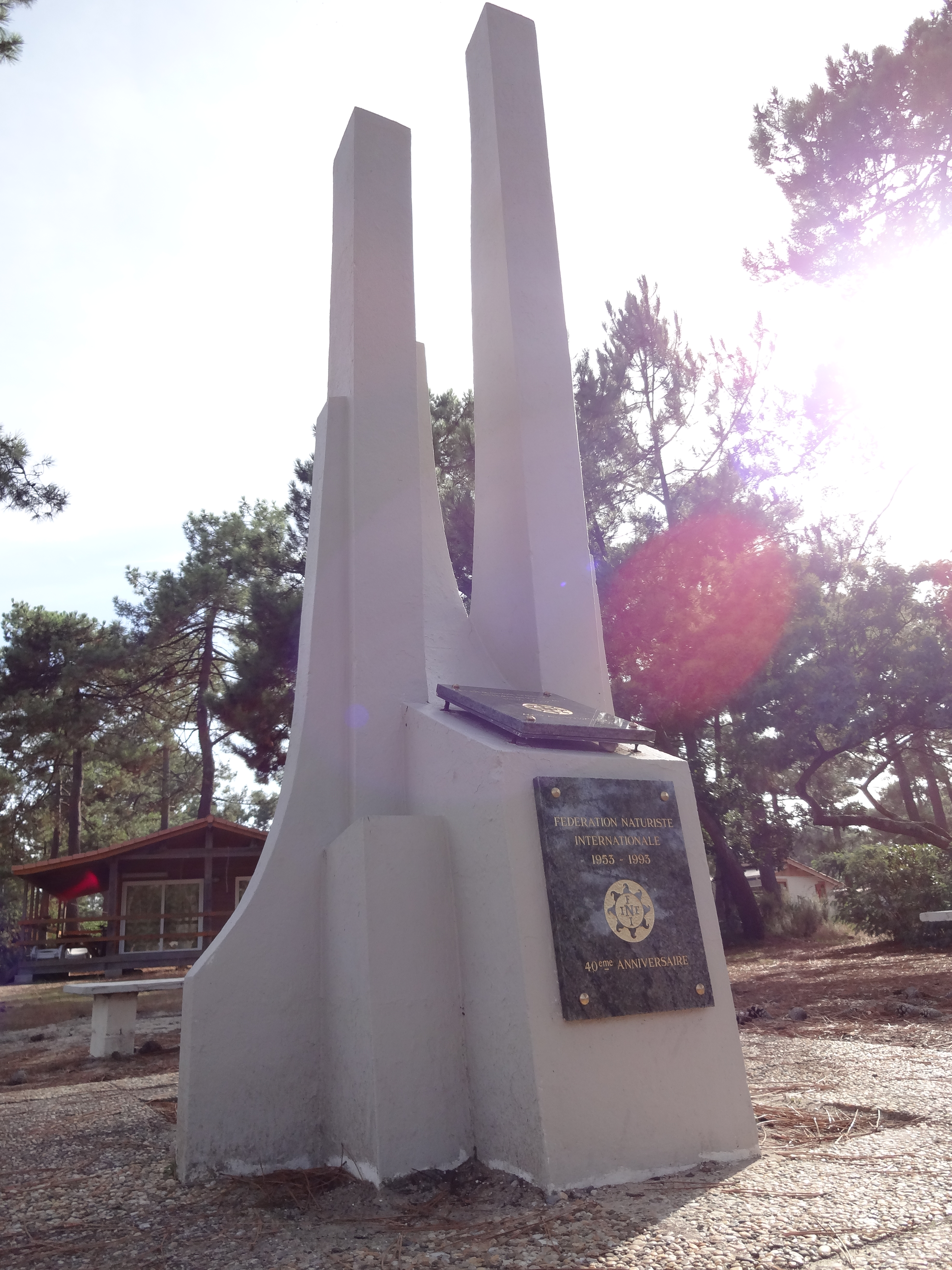
Monumentet för International Naturist Federation på Centre Hélio-Marin Montalivet.

Christiane Lecocq, född 6 april 1911 i Tourcoing i norra Frankrike, död 24 december 2014 i Chatou, var en internationellt ledande aktivist inom naturismen.

## Biografi
År 1932 kom Christiane Lecocq i kontakt med organiserad naturism genom Club Gymnique du Nord, en organisation för naken idrott, och träffade där Albert Lecocq, som hon gifte sig med 1933. År 1944 startade de Club du Soleil France, en organisation med målet att skapa naturistföreningar i varje stad i Frankrike. Hon ivrade särskilt för att idrotten skulle vara en självklar del av föreningsverksamheten. 
1945 bosatte de sig i Carrières-sur-Seine, intill Paris, där de öppnade de ett område för naturister som idag heter Club du Soleil Paris. År 1950 öppnade de världens första semesteranläggning Centre Hélio-Marin (centrum för sol och hav) vid Montalivet, som växte till den största och mest betydande anläggningen för naturism i Europa. De startade också La Vie au Soleil, en tidskrift som finns kvar än idag som förbundsorgan för Fédération française de Naturisme, som de hade grundat 1950. 
År 1953 organiserade och grundade de International Naturist Federation på Montalivet. På 1950-talet användes ”freikörperkultur” (FKK) i den tyskspråkiga världen och ”nudism” i den engelskspråkiga. Christiane Lecocq verkade för att "naturism" skulle bli ett nytt internationellt begrepp.  
I Saint-Chéron söder om Paris medverkade de i uppbyggnaden av Héliomonde, det första stora naturistområdet i regionen Île-de-France. När Albert Lecocq avled 1969 drev hon arbetet vidare fram till sin död 2014.